# Marcel I
 Marcel I (Roma, ? - Roma, 16 de juny de 309) va ser el trentè bisbe de Roma, entre el maig/juny de 308 i la data de la seva mort. El seu pontificat és després de quatre anys de seu vacant, i el va ocupar en aconseguir el perdó dels lapsi, després d'haver abjurat de la fe cristiana durant la persecució de Dioclecià.

## Biografia
La data de naixement és desconeguda, però el Liber Pontificalis diu que era d'origen romà, específicament del districte de la via Lata, actual via del Corso.
Va ser elegit com a bisbe de Roma el maig o el juny de 308. Tanmateix, la seva aparició en autors antics és confusa, Jeroni, Eusebi i Agustí l'exclouen de les seves llistes papals, fet que apunta una evident tendència a la confusió de noms amb el seu predecessor, Marcel·lí, bé que Louis Duchesne afirma que l'havien omès per la desgràcia que havia suposat el seu pontificat, mentre que Theodor Mommsen sostenia que Marcel no va arribar a ser ordenat mai bisbe i solament va encarregar-se dels deures del cap de l'Església romana durant l'interregne de set anys que va seguir a l'execució de Marcel·lí l'any 304.
Després de la mort del seu predecessor, la persecució va continuar amb gran severitat. No obstant això, després de l'abdicació de Dioclecià l'any 305, amb l'ascensió de Maxenci al tron de Roma, els cristians de la ciutat semblen gaudir d'un temps de pau, en comparació amb el període anterior. Marcel va iniciar el seu càrrec observant la gran confusió en la qual vivia l'Església a causa de les vexacions de l'administració imperial que havia destruït i confiscat els seus béns i, en definitiva, havia interromput l'activitat i el transcurs habitual de la vida eclesiàstica.
D'altra banda, la comunitat de fidels havia disminuït també a causa de la persecució, els membres més febles van acabar apostatant i, després, per haver estat dirigits per un apòstata, que va obligar a demanar que per a readmetre als apòstates o lapsi aquests havien de realitzar penitència.
Va morir a la seva ciutat natal el 16 de juny de 309.